# Mácsai Pál

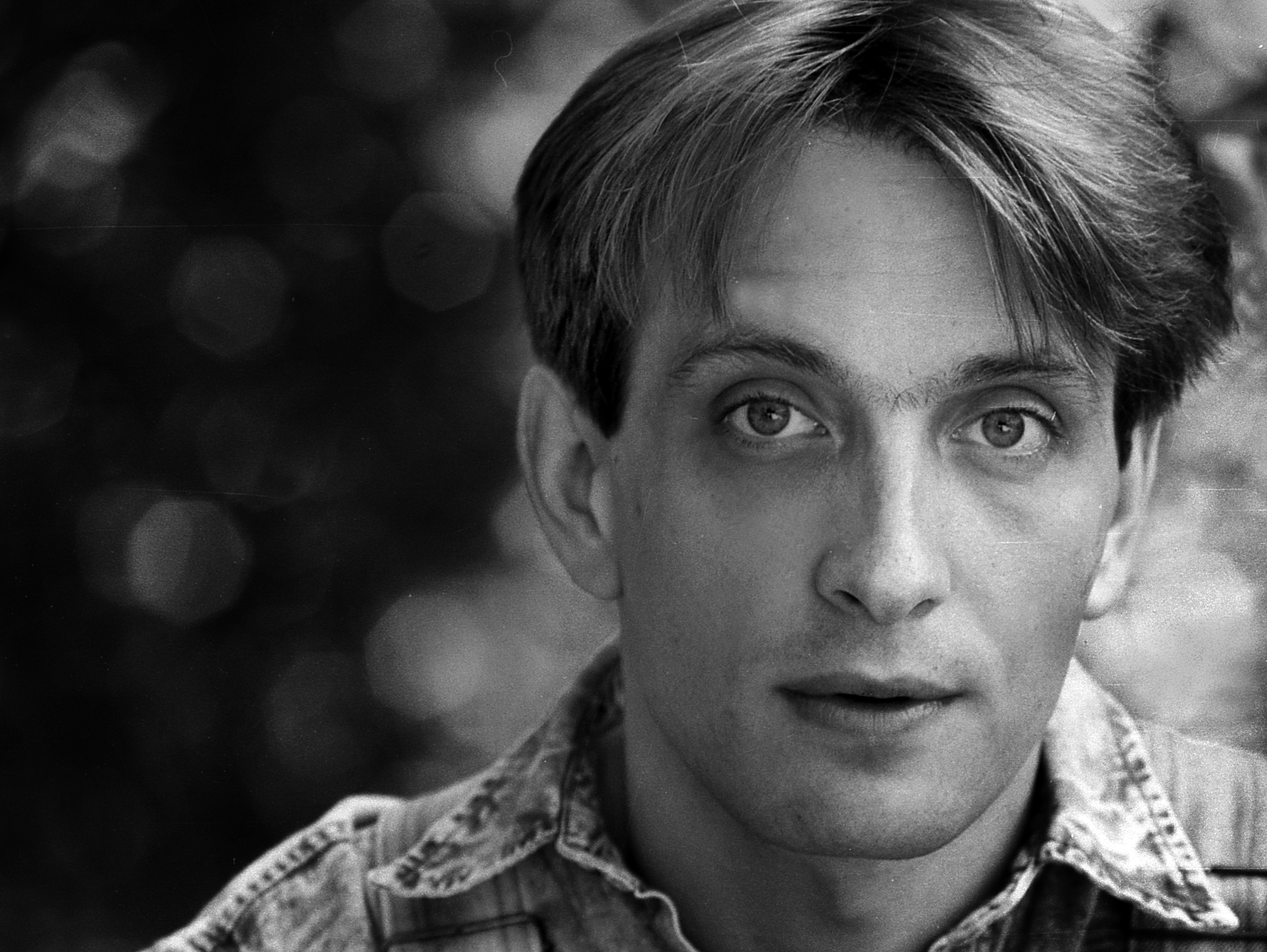
Rózsavölgyi Gyöngyi felvétele

Mácsai Pál (Budapest, 1961. március 31. –) Kossuth- és Jászai Mari-díjas magyar színész, rendező, érdemes művész, a Halhatatlanok Társulatának örökös tagja. 2001 és 2004 között a Madách Kamara vezetője, majd 2004-től az Örkény István Színház alapító igazgatója (2004–2025).

## Életpályája
Édesapja Mácsai István festőművész volt. Édesanyja, Gáspár Katalin, fűzőkészítő. Testvére Mácsai János zenetörténész. Színészi pályáját a Pince Színházban kezdte még gimnazistaként. Középiskolai tanulmányait a budapesti Kölcsey Ferenc Gimnáziumban végezte, majd 1979-ben felvételt nyert a Színművészeti Főiskolára. 1984-ben szerzett színész diplomát, és a budapesti Nemzeti Színház színésze lett, ahol 1989-ig volt tag. Közben 1987 és 1990 között elvégezte a Színművészeti Főiskola rendező szakát is és attól az évtől a Madách Színház művészeként folytatta pályáját. 1989-ben Zárójelentés címmel nagylemezt adott ki.
1993-tól szabadúszóként különböző színházaknál vállalt szerepeket (Madách, Katona József Színház, József Attila Színház, Komédium Színház) és rendezett is. 1998-2000-ig az ELTE esztétika szakának hallgatója volt, de 2001-ben megszakította tanulmányait, mivel a Madách Kamara művészeti vezetője lett. A színház három évad alatt a Főváros egyik vezető művészszínháza lett, és 2004-ben felvette Örkény István nevét. 2010-ben az Örkény Színház szervezetileg is önállósult. 2023-ban bejelentette, hogy nem pályázik újabb ciklusra, megbízatása 2025-ben lejárt.
Egy időben a színházi közéletben is aktív szerepet vállalt: 1996 és 2000 között a Magyar Színész-kamarai Egyesület alelnöke, valamint 1997 és 2000 között a Magyar Színházi Társaság vezetőségi tagja volt. Színházi és filmes munkáin kívül a Lyukasóra című irodalmi műsor állandó szereplőjeként is szerepelt.
2012 októberétől 3 évadon át a magyar HBO saját gyártású televíziós sorozata, a Terápia központi karakterét, egy pszichoterapeutát alakította.
Szerepeire és rendezéseire is jellemző az erős tudatosság, a lényegre történő összpontosítás és a precizitás. Sokoldalú művészként tartják számon.
2025 júliusában aláírásával támogatta a KneeCap nevű ír hiphoptrió Sziget Fesztiválon való fellépésének betiltását a trió palesztinpárti megnyilvánulásai miatt.

### Magánélete
A 90-es években a nála 15 évvel idősebb, Koncz Zsuzsa énekesnővel élt együtt. Felesége Huzella Katalin, Huzella Péter lánya. Fiuk 2003-ban, lányuk 2010-ben született.

## Díjai, elismerései
- Jászai Mari-díj (1991)
- Erzsébet-díj (1993)
- Greguss-díj (1995)
- Mensáros László-díj (1996)

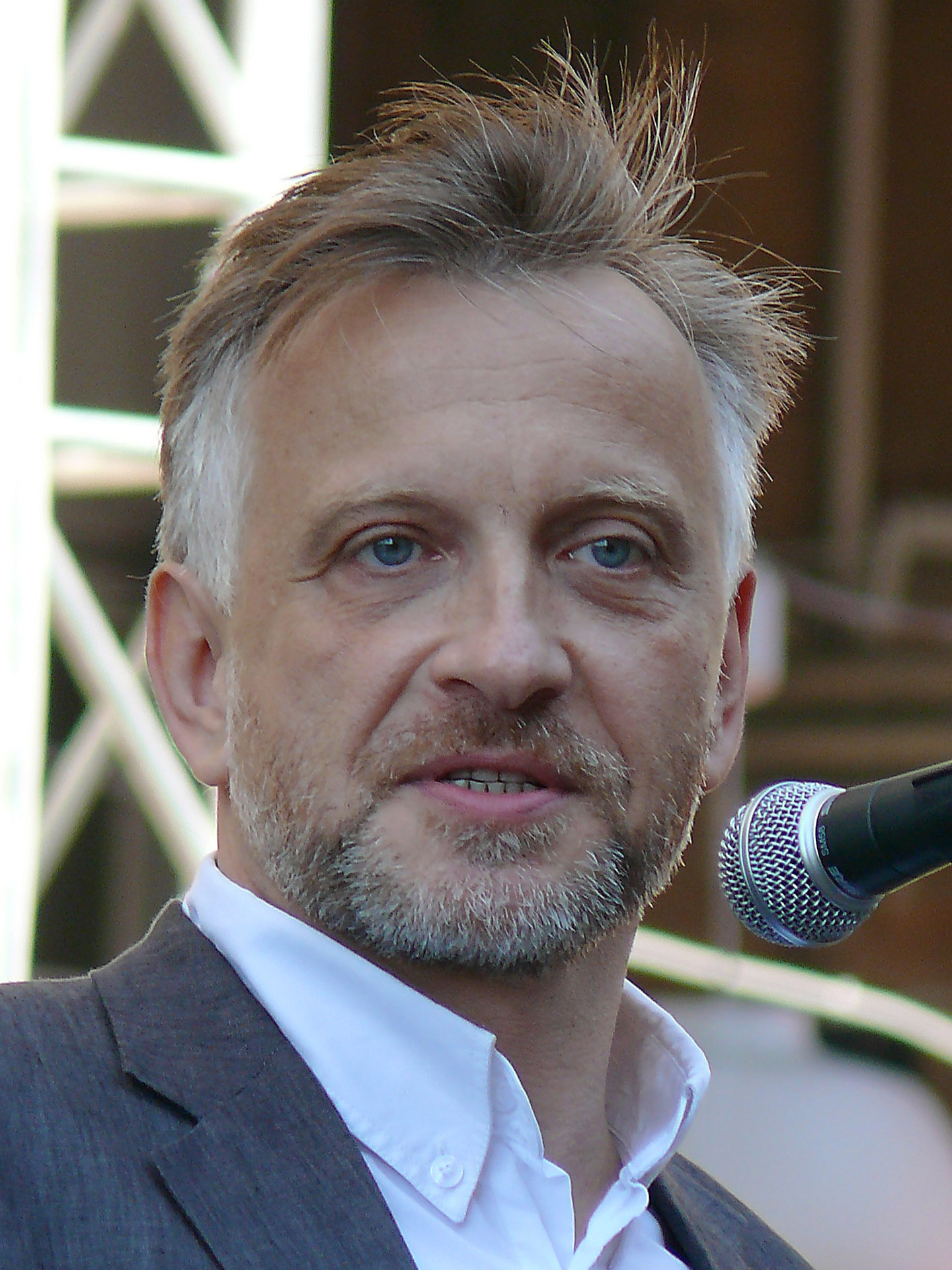
Mácsai Pál 2011-ben

- A színikritikusok díja (1998, 2002)
- A filmszemle díja (2001)
- Súgó Csiga díj (2001, 2003)
- Magyar Filmkritikusok Díja – Legjobb férfi epizódszereplő (2002)
- Prima díj (2003)
- Érdemes művész (2008)
- Gundel művészeti díj (2008)
- Budapestért díj (2010)
- A Magyar Érdemrend tisztikeresztje (2013)[7]
- Örökös tag a Halhatatlanok Társulatában (2013)
- Kossuth-díj (2014)
- Erzsébetváros díszpolgára (2015)
- Televíziós Újságírók díja – A legjobb színész (2018)[8]
- Pünkösti Andor-díj (2020)[9]
- Radnóti Miklós antirasszista díj (2023)[10]
- Hazám-díj (2023)[11]

## Főbb színházi szerepei
- Őrnagy (Örkény István: Tóték)
- Rómeó (William Shakespeare: Rómeó és Júlia)
- Mosca (Ben Jonson: Volpone)
- Pembroke (Friedrich Dürrenmatt: János király)
- V. Henrik (William Shakespeare: V. Henrik)
- Erich Reinecke (Németh Ákos: Lili Hofberg)
- Ramong Geyza főhadnagy (Miroslav Krleža–Alexandr Belović: Terézvári garnizon)
- Sakini (John Patrick: Teaház az Augusztusi Holdhoz)
- Edgar (William Shakespeare: Lear király)
- Férj (Akutagava Rjúnoszuke: A vihar kapujában)
- Tokeramo Nitobé (Lengyel Menyhért: Tájfun)
- Antonius (William Shakespeare: Julius Caesar Budapesti Katona József Színház)
- Thomas Becket (Jean Anouilh: Becket, avagy az Isten becsülete)
- Cipolla (Thomas Mann: Marió és a varázsló)
- Liliomfi (Szigligeti Ede: Liliomfi)
- August Strindberg (Per Olov Enquist: A tribádok éjszakája)
- Clov (Samuel Beckett: Végjáték)
- Lucifer (Madách Imre: Az ember tragédiája)
- Színész (Molnár Ferenc: A testőr)
- Orazio (Carlo Goldoni: A komédiaszínház)
- Mr. Smith (Eugène Ionesco: A kopasz énekesnő)
- Peter Karpati (Roland Schimmelpfennig: Az arab éjszaka)
- Oresztész (Élektra)
- Kikiáltó (Kurt Weill–Bertolt Brecht: A filléres opera)
- Kondor (Kárpáti Péter: Búvárszínház)
- Nyikolaj Ivanovics Trileckij (Anton Pavlovics Csehov: Apátlanul)
- Oronte (Molière: A mizantróp)
- Speer (Ödön von Horváth: Kasimir és Karoline)
- Pandulpho bíboros (Friedrich Dürrenmatt: János király)
- Vatelin (Georges Feydeau: A hülyéje)
- Azt meséld el, Pista! (önálló est Örkény István írásaival)
- Arthur Schnitzler: A Bernhardi – ügy  (Berndhardi)
- Molnár Ferenc: A Hattyú (Jácint Barát)
- George Orwell: ’84 (O’Brian)

## Főbb filmszerepei
- Gyertek el a névnapomra (1983, r. Fábri Zoltán)
- Házasság szabadnappal (1983, r. Mészáros Gyula)
- Kisfaludy Károly: Kérők (1985, tv, r. Bohák György)
- Nyolc évszak (1987, tévésorozat)
- Miss Arizona (1988, r. Sándor Pál)
- Sztálin menyasszonya (1990, r. Bacsó Péter)
- Valencia-rejtély (1995, tv, r. Dömölky János)
- Szarajevó kávéház (1995, tv, r. Balogh Zsolt)
- Szamba (1996, r. Koltai Róbert)
- Szabadság tér 56 (1997, r. Bereményi Géza)
- Nemkívánatos viszonyok (1997, tv, r. Esztergályos Károly)
- Gáspár (2001, r. Kozma Péter)
- Torzók (2001, r. Sopsits Árpád)
- A szalmabábuk lázadása (2001, r. Szomjas György)
- Szent Iván napja (2003, r. Meskó Zsolt)
- A Pál utcai fiúk (2003, olasz tv-film)
- A temetetlen halott (2004, r. Mészáros Márta)
- Rokonok (2006, r. Szabó István)
- Mátyás, a sosem volt királyfi (2006, tv-filmsorozat, r. Cselényi László, Fazekas Lajos)
- A hold és a csillagok (2006, magyar-olasz-angol, r. John Irvin)
- 1 (2009, r. Pater Sparrow)
- Így, ahogy vagytok (2010, r. Makk Károly)
- Terápia (2012–2017, filmsorozat)
- Testről és lélekről (2017, r. Enyedi Ildikó)
- Volt egyszer egy Németország (2017, r. Sam Gabarski)
- Remélem legközelebb sikerül meghalnod :-) (2018, r. Schwechtje Mihály)
- Hab (2020, r. Lakos Nóra)
- A feleségem története (2021, r. Enyedi Ildikó)
- A hattyú (2022, r. Zilahy Tamás)
- A besúgó (2022, r. Szentgyörgyi Bálint, Mátyássy Áron, Miklauzic Bence)
- Mesterjátszma (2023, r. Tóth Barnabás)

## Főbb rendezései
- Örkény István: Tóték
- Joshua Sobol: Gettó
- Sławomir Mrożek: A nyílt tengeren
- Örkény István: Pisti a vérzivatarban; Macskajáték
- William Shakespeare: Téli rege
- Németh Ákos: Anita
- Spiró György: Vircsaft
- Carlo Goldoni: A szmirnai impresszárió
- Raymund FitzSimons: Edward Kean; Mi újság, múlt század?
- Howard Barker: Jelenetek egy kivégzésből
- Jevgenyij Lvovics Svarc: A sárkány
- Anton Pavlovics Csehov: Sirály
- Molnár Ferenc: Az üvegcipő
- A. R. Gurney: Love Letters
- Tasnádi István: Finito
- Georges Feydeau: A hülyéje
- Szabó Borbála–Varró Dániel: Líra és Epika
- Arthur Miller: Pillantás a hídról
- Alekszandr Szuhovo-Kobilin: Tarelkin halála
- Arthur Miler: Az ügynök halála
- Czigány Zoltán: Csoda és Kósza
- Anyám tyúkja 1-2 (a magyar irodalom kötelező versei)
- Örkény István: Tóték
- Bertolt Brecht: A Szecsuáni Jóember

## Szinkronszerepek

### Filmes szinkronszerepei[12][13]
| Cím                                       |  | A film elkészülte | Magyar változat (szinkron) | Szerep                                      | A szinkronizált színész |
| ----------------------------------------- |  | ----------------- | -------------------------- | ------------------------------------------- | ----------------------- |
| A gyanú árnyékában (r.: Alfred Hitchcock) |  | 1943              | 1984 (1. szinkron)         | Jack Graham nyomozó                         | Macdonald Carey         |
| A medence                                 |  | 1969              | 1991                       | Jean-Paul                                   | Alain Delon             |
| Három fölösleges férfi                    |  | 1980              | 1990                       | Michel Gerfaut                              | Alain Delon             |
| Krisztus utolsó megkísértése              |  | 1988              | 1990                       | Jézus Krisztus                              | Willem Dafoe            |
| Why Me?/Bizánci Tűz                       |  | 1990              | 1991 (1 szinkron)          | Gus Cardinall                               | Chrstpher Lambert       |
| Kutyaszorítóban                           |  | 1992              | 2005 (2. szinkron)         | Mr. Narancs/Freddy Newandyke                | Tim Roth                |
| Legjobb szándékok (r.: Ingmar Bergman)    |  | 1992              |                            | Henrik Bergman lelkész, Ingmar Bergman apja | Samuel Fröler           |
| A Hídember                                |  | 2002              | 2002                       | Batthyány Lajos miniszterelnök              | Can Togay               |

## Hangjáték
- Gyárfás Endre: Forgattam kormányt és tollat (1985)
- Nemeskürty István: A betűk csendjében (1985)
- Molnár Ferenc: Egy, kettő, három (1986)
- Gárdonyi Géza: Zivatar Pékéknél (1989)
- Prokofjeva, Szofja: A varázsló tanítványa (1989)
- Weöres Sándor: Szent György és a sárkány (1990)
- Johann Wolfgang Goethe: Werther szerelme és halála (1992)
- Németh Ákos: Júlia és a hadnagya (1993) (rendező)
- Zalán Tibor: A vak (1996)
- Jaroslav Hasek: Svejk, egy derék katona kalandjai a világháborúban (1997)
- Pierre Carlet de Marivaux: A próbatétel (1997) (rendező)
- Horváth Péter: Cipők (1998)
- John Ford: Kár, hogy kurva (1998)
- Mednyánszky H. Elemér: A nagy pamflet (1999)
- Katona József-Varga Viktor: Dobok és trombiták (2000)
- Pacskovszky Zsolt: A szerelem hangja (2001)
- Szun-Ce: A hadviselés törvényei (2004)
- Borbély Szilárd: Hans Christian Boldog Élete (2005)
- Házas-játék - Háy János rádiómonológjai (2007)
- Nőnyugat – Válogatta és szerkesztette: Bíró Kriszta (2014) (rendező, narrátor)
- Sánta Ferenc: Az ötödik pecsét (2017)
- Köbli Norbert: Az utolsó ember (2018)
- Szabó Magda: Abigél (2018)
- Örkény István: Babik Budapesten (2019)

## CD-k és hangoskönyvek
- A nő tizenhét árnyalata
- Autós mesék
- Az vagy nekem...
- L. Frank Baum: Oz, a nagy varázsló
- Rejtő Jenő: Csontbrigád
- Slawomir Mrozek: Abszurd történetek
- Varró Dániel: Szívdesszert
- Varró Dániel: Túl a Maszat-hegyen
- Mérő László: Az elvek csapodár természete
- Örkény István: Mese-levelek
- Örkény István: Egypercesek
- Örkény István: Egyperces anekdoták
- Örkény István: Van választásunk - További egypercesek
- Örkény István: Azt meséld el, Pista!
- Örkény István: Tóték
- Nemes Nagy Ágnes: Az aranyecset
- Thomas Stearns Eliot: Macskák könyve
- Thomas Mann: Mario és a varázsló
- Bohumil Hrabal: Táncórák idősebbeknek és haladóknak
- Bohumil Hrabal: Csodaalmák
- Orbán Ottó: A világ teremtése és más badarságok
- Nagy Lajos: Képtelen természetrajz
- Márai Sándor: Legenda a jóságról
- Márai Sándor: Mágia - Válogatott novellák
- Márai Sándor: Szindbád hazamegy
- Márai Sándor: Kabala
- Varró Dániel: A szomjas troll
- William Shakespeare: Szonettek
- Daniel Kehlmann: Hírnév - regény kilenc történetben
- Esterházy Péter: Oratorium balbulum
- Karinthy Frigyes: Utazás a koponyám körül
- Karinthy Frigyes: A cirkusz, Lógok a szere, Üzenet a palackban és más novellák
- Karinthy Frigyes: Tanár úr kérem
- Karácsonyi ajándék